# Laevilidia vermiculata
Laevilidia vermiculata är en insektsart som beskrevs av Nielson 1979. Laevilidia vermiculata ingår i släktet Laevilidia och familjen dvärgstritar. Inga underarter finns listade i Catalogue of Life.